# Občina Juršinci
Občina Juršinci (slovinsky Občina Juršinci, německy Gemeinde Jurschinzen) je jednou z 212 občin ve Slovinsku. Nachází se v Podrávském regionu na území historického Dolního Štýrska. Občinu tvoří 13 sídel, její rozloha je 36,3 km² a k 1. lednu 2017 zde žilo 2 375 obyvatel. Správním střediskem občiny je vesnice Juršinci.

## Členění občiny
Občina se dělí na sídla:
- Bodkovci
- Dragovič
- Gabrnik
- Gradiščak
- Grlinci
- Hlaponci
- Juršinci
- Kukava
- Mostje
- Rotman
- Sakušak
- Senčak pri Juršincih
- Zagorci